# ماريو غيمنو
ماريو غيمنو (بالإسبانية: Mario Gimeno)‏ هو لاعب كرة قدم إسباني، ولد في 5 أكتوبر 1969 في مدريد في إسبانيا. شارك مع منتخب إسبانيا تحت 21 سنة لكرة القدم ومنتخب إسبانيا تحت 23 سنة لكرة القدم. أما مع النوادي، فقد لعب مع رايو فايكانو ب ورايو فايكانو.

## وصلات خارجية
- ماريو غيمنو على موقع قاعدة بيانات كرة القدم.إي يو (الإنجليزية)